# 佐藤健次
佐藤 健次（さとう けんじ、2003年1月4日 - ）は、ジャパンラグビーリーグワンの埼玉パナソニックワイルドナイツに所属しているラグビーユニオン選手。

## プロフィール
- 神奈川県出身[1]。
- ポジションはフッカー(HO)。大学1年まではナンバーエイトを務めたが転向した[2]。
- 身長 177cm、体重 107kg
- 弟の智哉もラグビー選手。
- U17日本代表の主将を務めたことがある[3]。

## 略歴
4歳の時に群馬県・高崎でラグビーを始めた。
中学では、学校のサッカー部に所属。ラグビーは横浜ラグビースクールでプレーを続け、キャプテンを務めた。2017年、神奈川県スクール代表としてウィングで出場し第23回全国ジュニア・ラグビーフットボール大会で準優勝となり、優秀選手に選ばれた。
2018年、桐蔭学園高校進学後はウィングからナンバーエイトに転向。1年から花園にレギュラーとして出場し、準優勝。高校2年時はU17日本代表で主将を務めた。
2020年、高校3年時に桐蔭学園高校で主将を務め、NO8として花園（第100回全国高等学校ラグビーフットボール大会）で連覇を達成し、同大会で優秀選手に選ばれた。
2021年、早稲田大学に進学。1年時からナンバーエイトとして全試合に出場した。
2022年、2年時から、日本代表を目指すためにフッカーに転向した。
2024年、早稲田大学ラグビー蹴球部の主将に就任。第2ナショナルチームJAPAN XVに選出され、マオリ・オールブラックス戦でトライを挙げた。
大学4年の2025年1月、アーリーエントリーで埼玉パナソニックワイルドナイツに加入した。2月9日、東芝ブレイブブルーパス東京戦で後半40分に控えで出場し、プロデビューを果たした。同年3月、早稲田大学卒業。